# Rozciąganie
Rozciąganie osiowe – w wytrzymałości materiałów definiujemy dwa podstawowe przypadki rozciągania osiowego:

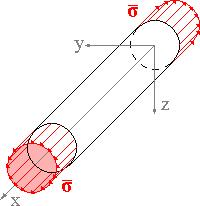
Rozciąganie czyste

- Rozciąganie czyste pręta, w którym do ścianek poprzecznych jednorodnego i izotropowego pręta pryzmatycznego przyłożone jest obciążenie o stałej gęstości {\displaystyle \sigma } o zwrocie zgodnym z wektorem normalnym powierzchni ścianki poprzecznej (prostopadłym do ścianki, skierowanym na zewnątrz). Dla tego przypadku wytrzymałościowego znane jest rzeczywiste rozwiązanie zagadnienia brzegowego liniowej teorii sprężystości.
- Rozciąganie proste pręta, które różni się od rozciągania „czystego” tym, że obciążenie zastępujemy dwójką przeciwnie skierowanych, równych co do wartości i współliniowych sił skupionych, działających w osi tego pręta. Analityczne rozwiązanie tego przypadku jest praktycznie niemożliwe, dlatego stosujemy zgodnie z zasadą de Saint-Venanta rozwiązanie zagadnienia czystego rozciągania przyjmując, że {\displaystyle \sigma ={\frac {F_{x}}{A}},} gdzie {\displaystyle A} oznacza pole przekroju poprzecznego pręta.

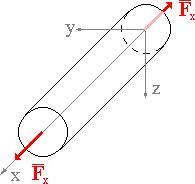
Rozciąganie proste

## Rozwiązanie zagadnienia czystego rozciągania
Rozwiązanie zagadnienia liniowej teorii sprężystości w przypadku czystego rozciągania jest następujące:
tensor naprężeń:
{\displaystyle \sigma _{ij}={\begin{pmatrix}\sigma &0&0\\0&0&0\\0&0&0\end{pmatrix}},}
tensor odkształceń
{\displaystyle \varepsilon _{ij}={\begin{pmatrix}{\frac {\sigma }{E}}&0&0\\0&-\nu {\frac {\sigma }{E}}&0\\0&0&-\nu {\frac {\sigma }{E}}\end{pmatrix}},}
gdzie:
- {\displaystyle E} – moduł Younga,
- {\displaystyle \nu } – współczynnik Poissona.

Wektor przemieszczeń {\displaystyle u=[u_{1};u_{2};u_{3}]}
- wzdłuż osi pręta
{\displaystyle u_{1}={\frac {\sigma }{E}}x_{1}+a+bx_{2}+cx_{3},}
- w kierunkach prostopadłych
{\displaystyle u_{2}=-\nu {\frac {\sigma }{E}}x_{2}+d-bx_{1}+fx_{3},}
{\displaystyle u_{3}=-\nu {\frac {\sigma }{E}}x_{3}+g-cx_{1}-fx_{2}.}

Przy czym stałe a,b,...,f wylicza się na podstawie kinematycznych warunków brzegowych (tj. tego jak pręt jest utwierdzony).

## Warunki projektowania
Pręty rozciągane projektuje się ze względu na możliwość wystąpienia dwóch stanów niebezpiecznych:
- graniczny stan nośności – naprężenia nie mogą przekroczyć wytrzymałości na rozciąganie {\displaystyle \sigma ^{max}={\frac {F_{x}^{max}}{A}}<R_{m},}
- graniczny stan użytkowania – wydłużenie nie może przekroczyć wartości dopuszczalnej {\displaystyle \Delta L={\frac {F_{x}l}{AE}}<\Delta L_{dop}}
lub gdy siła osiowa {\displaystyle F_{x}} nie jest stała w całym pręcie (jest funkcją zmiennej {\displaystyle x}): {\displaystyle \Delta L=\int \limits _{0}^{l}~{\frac {F_{x}(x)}{AE}}dx<\Delta L_{dop},}
  - {\displaystyle l} – długość początkowa pręta.

| Substancja     | {\displaystyle R_{m}} [MPa] | {\displaystyle \delta } [%] |
| -------------- | --------------------------- | --------------------------- |
| Wolfram        | 1715                        | 2                           |
| Brąz berylowy  | 1000                        | <50                         |
| Diament        | 1800                        |                             |
| Włókno szklane | 4000                        | 4                           |
| Cyna           | 14                          | 70                          |
| Ołów           | 14                          | 50                          |
| Teflon         | 20                          | 300                         |
| Styropian      | 0,3                         |                             |
| Beton          | 2-5                         |                             |

gdzie: {\displaystyle R_{m}} – wytrzymałość na rozciąganie, {\displaystyle \delta } – względne wydłużenie w chwili zerwania.